# Koritno (Bled)
Koritno (Duits: Koreuten) is een plaats in Slovenië en maakt deel uit van de gemeente Bled in de NUTS-3-regio Gorenjska. De plaats telde 210 inwoners op 1 januari 2020.